# Fairey Fox
Fairey Fox là một loại máy bay ném bom hạng nhẹ/tiêm kích hai tầng cánh của Anh trong thập niên 1920 và 1930. Ban đầu được chế tạo ở Anh cho Không quân Hoàng gia (RAF), nhưng nó tiếp tục được chế tạo và sử dụng tại Bỉ một thời gian sau khi bị Anh thải loại.

## Thiết kế và phát triển

### Fox I
Năm 1923, người thành lập và là kỹ sư trưởng của Fairey Aviation là Charles Richard Fairey, thất vọng với mẫu máy bay ném bom Fawn của mình, do những hạn chế của các đặc tả kỹ thuật của Bộ không quân, đã chậm hơn so với mẫu Airco DH.9A. Khi nhìn thấy Curtiss CR, trang bị động cơ Curtiss D-12 V-12 giành chiến thắng trong cuộc đua Schneider Trophy năm 1923, Fairey nhận thấy động cơ này sẽ rất thích hợp với một mẫu máy bay ném bom mới, ông đã mua một mẫu động cơ và giấy phép để sản xuất.
Fairey bắt đầu thiết kế một máy bay ném bom quanh động cơ này, thiết kế chi tiết được thực hiện bởi một đội ban đầu do Frank Duncanson đứng đầu, về sau là Marcel Lobelle. Kết quả là mẫu máy bay Fairey Fox, đây là một máy bay hai tầng cánh với lớp cánh so le, cấu trúc làm từ gỗ và kim loại. Curtiss D-12 được đặt ở phía đầu, bộ tản nhiệt gắn ở dưới của cánh trên, bộ tản nhiệt thứ hai có thể thu gập vào được trong thân theo yêu cầu. Phi công và xạ thủ ngồi gần nhau trong buồng lái kiểu nối tiếp, xạ thủ trang bị một khẩu súng Lewis tốc độ bắn cao, được thiết kế để giảm lực cản, phi công trang bị súng máy Vickers. Máy bay có thể mang được bom nặng tới 460 lb dưới cánh, xạ thủ được trang bị kính ngắm thả bom.
Mẫu thử của Fox bay lần đầu tại Hendon vào ngày 3/1/1925, nó đã thể hiện sự cơ động và khả năng điều khiển tốt. Mặc dù vậy, trong Bộ không quân có nhiều ý kiến phản đổi mẫu máy bay mới, vả lại Fox không được thiết kế theo đặc tả kỹ thuật chính thức và có một số tính năng, ví dụ như thùng nhiên liệu trong thân, đi ngược lại với tiêu chuẩn chính thức. Và quan trọng nhất, nó mang một động cơ của Mỹ. (Mặc dù Fairey đã thương lượng một giấy phép sản xuất D-12 tại Anh, nhưng cuối cùng công ty vận phải nhập 50 chiếc từ Mỹ.) Tuy nhiên, khi chứng kiếm Fox trình diễn vào ngày 28/7/1925, Đại tướng không quân Hugh Trenchard, tham mưu trưởng không quân, đã thông báo rằng "Ông Fairey, tôi đã quyết định đặt hàng một phi đoàn các máy này ", do đó một hợp đồng chính thức mua 18 chiếc Fox đã được ký kết.

### Fox thế hệ thứ hai
Năm 1926, Bộ không quân đã đưa ra Đặc tả kỹ thuật 12/26 về một loại máy bay ném bom hạng nhẹ mới cho Không quân Hoàng gia Anh. Lúc này, không giống như các đặc tả kỹ thuật trước đó, đặc tả kỹ thuật mới đã nhấn mạnh vào hiệu năng. Lúc đầu, Fairey đã không được thông báo về đặc tả kỹ thuật mới, và được một bản sao sau khi gửi thư phản đối lên Bộ không quân. Để đáp ứng yêu cầu này, đội của Lobelle đã thiết kế ra Fox IIM, một mẫu máy bay mới với cấu trúc kim loại theo yêu cầu của Đặc tả kỹ thuật, trang bị động cơ Rolls-Royce F.XIB (sau này đổi tên thành Rolls-Royce Kestrel). Nó bay lần đầu ngày 25/10/1929. Tuy nhiên, cuộc cạnh tranh giữa mẫu thử Hawker Hart và Avro Antelope đã diễn ra từ một năm trước, và Hart đã nhận được đơn đặt chế tạo ban đầu vào tháng 6/1929.
Dù RAF không muốn Fox IIM, Fairey đã trình diễn Fox IIM cho Không quân Bỉ, lúc này Bỉ đang tìm kiếm một loại máy bay ném bom hạng nhẹ thay thế cho Breguet 19; ngoài ra Bỉ cũng đã mua các máy bay tiêm kích Fairey Firefly II từ Fairey, Fairey cũng có một công ty con tại Bỉ là Avions Fairey để chế tạo Firefly. Fox IIM đã thành công và giành một đơn đặt hàng 12 chiếc Fox II trinh sát chế tạo tại Anh, và đơn hàng khác sẽ do Avions Fairey tại Bỉ thực hiện.

## Lịch sử hoạt động
Fox đưa vào trang bị cho Phi đoàn 12 RAF vào tháng 6/1926. Fox đã chứng minh có hiệu suất bay ngoạn mục, nó bay nhanh hơn Fairey Fawns 50 mph (80 km/h), và bay nhanh gần với các máy bay tiêm kích mới cùng thời. Do tốc độ bay của Fox, nên Phi đoàn 12 đã được yêu cầu phải bay dưới 140 mph (225 km/h) trong cuộc tập trận phòng không hàng năm. Mặc dù vậy, RAF không trang bị Fox cho các phi đoàn khác của mình, chỉ có 28 chiếc được mua, các máy bay sau lắp động cơ Rolls-Royce Kestrel, những chiếc ban đầu lắp động cơ Curtiss về sau cũng chuyển sang lắp động cơ Kestrel. Phi đoàn 12 sau này đã chọn mặt cáo để làm phù hiệu phi đoàn, Fox hoạt động cho đến năm 1931, sau đó bị thay thế bởi Hawker Hart. Fox vẫn được dùng làm máy bay huấn luyện tạ Trường không quân Hoàng gai Cranwell đến năm 1933.
2 chiếc Fox Mk.I cỗ lỗ đã tham dự cuộc đua MacRobertson năm 1934 từ London tới Melbourne. 1 chiếc đã rơi tại Ý, làm chết phi công. Chiếc còn lại do Ray Parer (người Úc) lái, ông là một tay lái từng tham gia cuộc đua từ Anh tới Úc năm 1919. Khi Ray Parer tới Paris thì đã có thông tin về người chiến thắng cuộc đua. Dù vậy Parer và phi công phụ là Geoff Hemsworth tiếp tục cuộc hành trình và sôi động, họ phải mất gần 4 tháng mới đến Melbourne.
Những chiếc Fox II đầu tiên đưa vào trang bị của Không quân Bỉ vào đầu năm 1932 trong vai trò trinh sát, với một chiến thắng trong cuộc đua vòng quanh Alp cho máy bay quân sự 2 chỗ tại hội thảo hàng không Zurich năm 1932. Fox tiếp tục được sản xuất tại Avions Fairey ở Gosselies trong thập niên 1930, tạo thành xương sống của không quân Bỉ, được sử dụng trong các nhiệm vụ trinh sát thuần túy, ném bom trinh sát và tiêm kích hai chỗ. Sau này nó được trang bị buồng lái kín và động cơ Hispano-Suiza 12Y mạnh hơn.
Hơn 100 chiếc Fox vẫn thuộc các đơn vị tuyến đầu của Không quân Bỉ khi cuộc xâm lăng của Đức bắt đầu ngày ngày 10/5/1940. Dù yếu kém hoàn toàn so với các máy bay của Luftwaffe, chúng vẫn bay 75 phi vụ và thậm chí còn bắn rơi một chiếc Messerschmitt Bf 109.

## Biến thể
Fox I
Trang bị động cơ 450 hp (338 kW) Curtiss D-12 (còn gọi là Fairey Felix). 25 chiếc (gồm cả mẫu thử).
Fox IA
Fox I trang bị động cơ 490 hp (366 kW) Rolls-Royce Kestrel. 3 chiếc chế tạo mới và 8 chiếc chuyển đổi.
Fox IIM
Máy bay ném bom cấu trúc kim loại trang bị động cơ 480 hp (358 kW) Rolls-Royce Kestrel IB. 1 mẫu thử.
Fox II
Phiên bản sản xuất IIM cho Bỉ. Lắp động cơ tăng áp Kestrel IIS. 12 chiếc do Fairey chế tạo ở Anh, 31 chiếc khác do Avions Fairey ở Gosselies, Bỉ chế tạo (gồm 2 chiếc Fox IIS có hệ thống điều khiển kép).
Fox III
Tên định danh dùng cho mẫu máy bay chế tạo ở Anh, lắp động cơ Kestrel (sau đổi tên thành Fox IV) và máy bay huấn luyện 2 chỗ cho Bỉ (còn gọi là Fox Trainer) trang bị động cơ 360 hp (270 kW) Armstrong Siddeley Serval.
Fox IIIS
Fox Trainer lắp động cơ Kestrel IIMS. 5 chiếc do Avions Fairey chế tạo bổ sung.
Fox III
Kestrel IIS cộng thêm 2 súng máy phía trước. 13 chiếc chế tạo tại Gosselies.
Fox IIIC
(C nghĩa là Combat) – Phiên bản trinh sát/ném bom cho Bỉ, lắp động cơ Kestrel IIS. 48 chiếc chế tạo tại Bỉ, gồm 1 chiếc huấn luyện có hệ thống điều khiển kép Fox Mk IIICS. Sau đó vài chiếc cuối lắp động cơ 600 hp 448 kW) Kestrel V.
Fox IV
Dùng để trình diễn ở Anh (Fox III cũ).
Fox IV
Fox II chuyển đổi với động cơ Hispano-Suiza 12Ybrs. Bay lần đầu ngày 31/1/1934.
Fox IV
Fox VIR
Fox VIC
Fox VII
Fox VIII

## Quốc gia sử dụng
Bỉ
- Không quân Bỉ

 Perú
- Không quân Peru
- Hải quân Peru

 Thụy Sĩ
- Không quân Thụy Sĩ – Thụy Sĩ nhận 2 chiếc Fox VIR.[29]

 Anh Quốc
- Không quân Hoàng gia
  - Phi đoàn 12 RAF

## Tính năng kỹ chiến thuật (Fairey Fox VIR)
War Planes of the Second World War: Volume Seven Bombers and Reconnaissance Aircraft 

### Đặc điểm riêng
- Tổ lái: 2
- Chiều dài: 30 ft 9 in (9.38 m)
- Sải cánh: 37 ft 11 in (11.56 m)
- Chiều cao: 11 ft 6½ in (3.52 m)
- Diện tích cánh: 362 ft² (33.7 m²)
- Trọng lượng rỗng: 2,920 lb (1,327 kg)
- Trọng lượng có tải: 5,170 lb (2,350 kg)
- Động cơ: 1 × Hispano-Suiza 12 Ybrs, 860 hp (640 kW)

### Hiệu suất bay
- Vận tốc cực đại: 224 mph (195 knots, 361 km/h) trên độ cao 13,100 ft (4,000 m)
- Tầm bay: 634 mi[31] (551 nmi, 1,020 km)
- Trần bay: 32,800 ft (10,000 m)

### Vũ khí
- 2 súng máy phía trước và 1 súng máy phía sau
- Bom 220 lb (100 kg)

### Máy bay có sự phát triển liên quan
- Fairey Firefly II

### Máy bay có tính năng tương đương
- Hawker Hart
- Renard R.31

### Danh sách khác
- Danh sách máy bay quân sự giữa hai cuộc chiến tranh thế giới